# Montblanc
Montblanc International GmbH — изначально немецкий производитель эксклюзивных чернильных пишущих ручек. Однако в последнее время компания расширила ассортимент и производит различные предметы роскоши, ювелирные украшения, запонки, часы, кожгалантерею, парфюмерию и прочее.

## История компании
Больше ста лет назад трое приятелей из Германии решили превзойти американский Parker и наладить производство отечественных ручек.
Так в 1906 году появилась компания Montblanc. Правда, тогда она называлась Simplo Filler Pen Company. А вот имена её основателей: уличный торговец Клаус Йоханнес Восс, предприниматель Альфред Неемиас и инженер-проектировщик Август Эберштейн.
Первым изделием, вышедшим в свет, стала Rouge et Noir («Красное и чёрное», пер. с фр.) — ручка из чёрной твёрдой резины с красным наконечником. Она была весьма популярна, пока в 1910 году её не затмила новая модель — Montblanc, с белым наконечником. В течение нескольких следующих лет он преобразовался в фирменную шестигранную звезду — снежную вершину одной из самых высоких гор Европы (такой же высокой, как качество продукции этой марки), а заодно и в отличительный знак компании, которая сменила имя и называлась теперь в честь своей самой популярной ручки.
В 1924-25 годах начался новый виток в развитии Montblanc. На свет появилась Meisterstück («Шедевр») — ручка, ставшая родоначальницей самой известной и по сей день коллекции марки. Тогда же закрепился фирменный стандарт любого изделия: перо с гравировкой 4810 (высота пика Монблан), надпись Montblanc на кольце, опоясывающем корпус, и белая звёздочка на конце. Именно в таком виде ручки немецкого бренда завоевали мир: более 60 стран за два года.
Montblanc настолько уверена в качестве своей продукции, что с 1935 году начала выдавать пожизненную гарантию на Meisterstück.
В 1952-м году была сконструирована модель с номером 149, которую до сих пор можно купить в любом из фирменных магазинов. Причём она не претерпела никаких существенных изменений за 60 с лишним лет. Это самый настоящий долгожитель среди канцелярских товаров.
Вообще, у коллекции Meisterstück было множество разновидностей: от простых, классических, до совершенно невероятных — из цельного золота, с платиновым покрытием, с бриллиантами. Кстати, компания Montblanc запатентовала даже собственный способ огранки драгоценных камней — в форме всё той же шестиконечной звезды. Полюбоваться фирменными бриллиантами можно в ручках серии Solitaire. Ну а модель Solitaire Royal и вовсе попала в книгу рекордов Гиннесса в качестве самого дорогого в мире пишущего инструмента. 4810 мелких бриллиантов покрыли корпус ручки так плотно, что смотрелись как абсолютно гладкая поверхность. Ну а завершающими штрихами стали мелкие детали, выполненные из 23-каратного золота и чистого серебра.
Другие известные коллекции ручек Montblanc: послевоенная 60 Line, юбилейная 75 Years of Passion and Soul, роскошная Boheme.
В 90-х годах XX века бренд решил не ограничиваться только канцелярскими принадлежностями. Друг за другом миру были представлены кожаные аксессуары (1995), ювелирные украшения (1996), часы (1997), продолжающие элегантную традицию Montblanc. А в 2001 году вышла туалетная вода для мужчин — Presence («Присутствие»), настоящая драгоценность в мире запахов.
Среди поклонников этой марки были замечены английская королева Елизавета II, испанский монарх Хуан Карлос I, Рональд Рейган и Михаил Горбачёв.

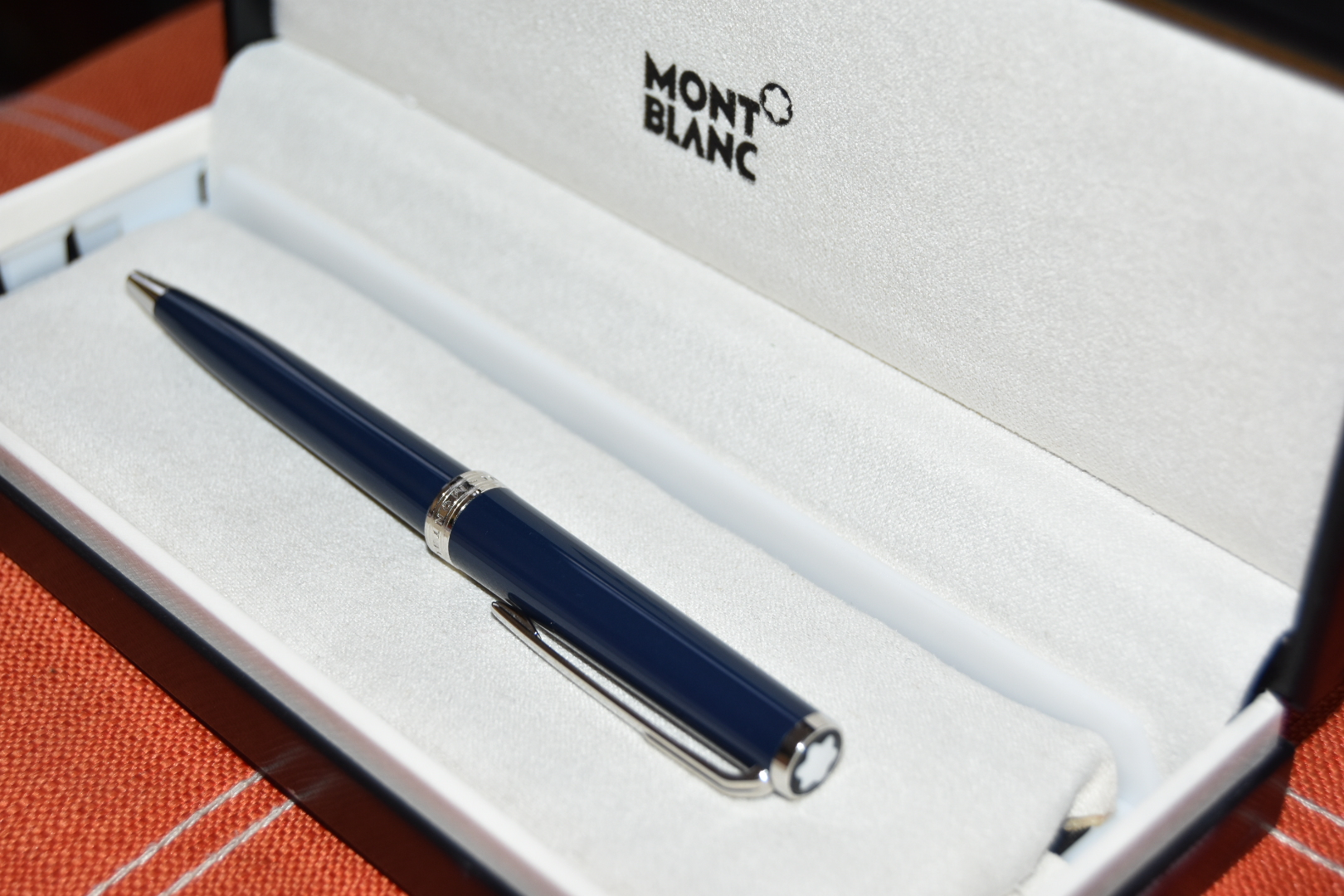

В 1994 году ограниченная ювелирная серия авторучек Montblanc Meisterstück Solitaire Royal была занесена в «Книгу рекордов Гиннесса» как самый дорогой в мире пишущий инструмент. Корпус ручки, изготовленный из 18К золота, украшали 4810 бриллиантов особой огранки, помещенных на свои места вручную, так близко друг к другу, что в целом они формировали идеально гладкую поверхность. Использование этого кропотливого процесса потребовало около 9 месяцев для изготовления одного экземпляра этой ручки. Ориентировочная цена ручки составляла 125 000$

## Представители
На презентации новой линии украшений Montblanc в ледяном дворце Шамони Наоми Кэмпбелл появилась в босоножках Santoni за 3,5 миллиона евро. Эти туфли украшал особый бриллиант в форме звезды, весом в 12 карат, один из самых ценных в коллекции бриллиантов Montblanc.
В январе 2014 года Хью Джекман стал лицом компании.